# Bandera de Abjasia

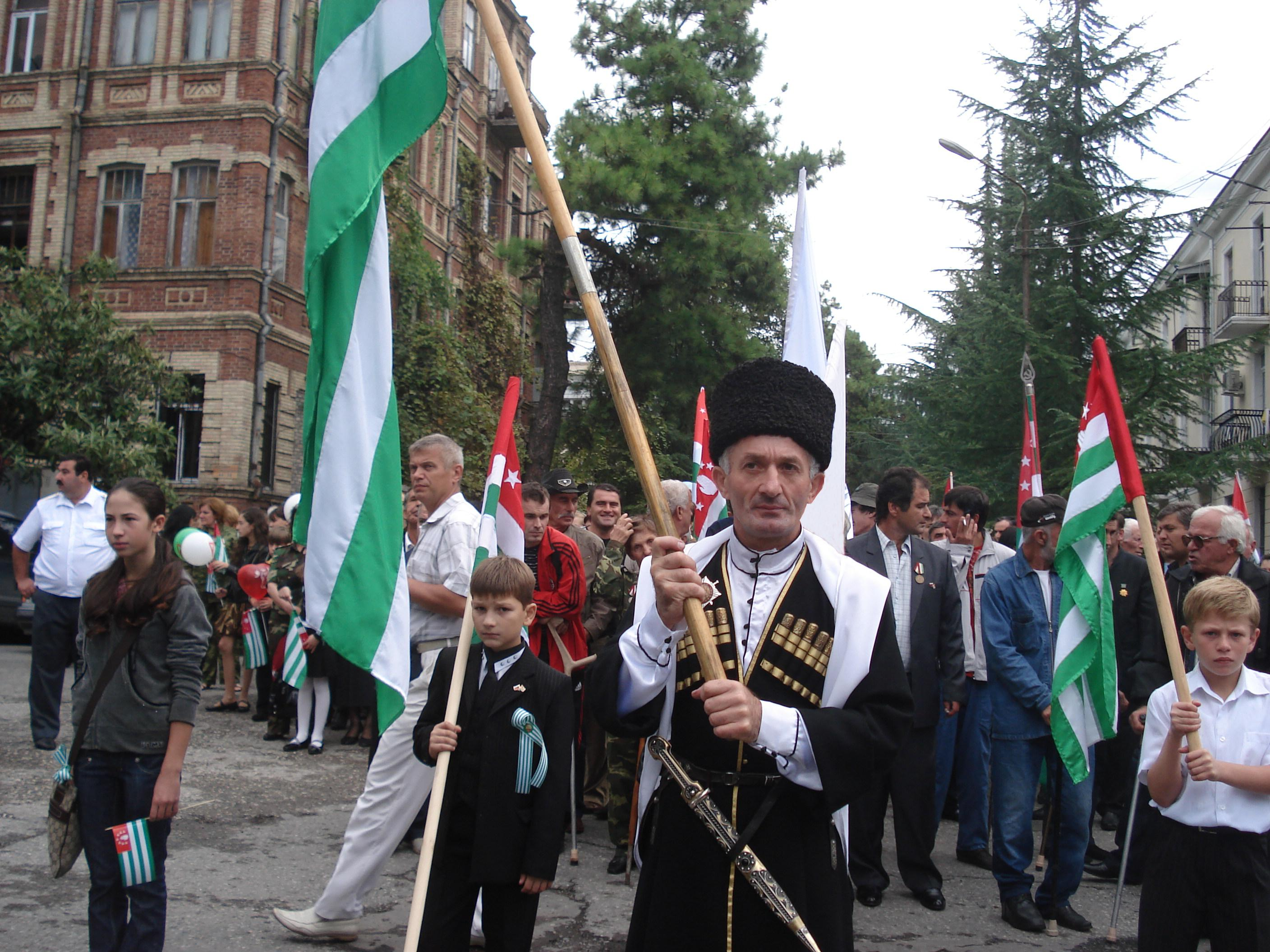
Banderas de Abjasia durante un desfile

Estandarte histórico de Abjasia (1350)

La bandera de Abjasia fue adoptada en 1993  por el gobierno separatista de dicho territorio el 23 de julio de 1992. Esta bandera consta de cuatro franjas verdes y tres franjas blancas. En el cantón se encuentra un rectángulo rojo que contiene la palma de una mano rodeada parcialmente por siete estrellas de cinco puntas. 
Se supone que el cantón rojo con la palma y las estrellas era usado previamente como símbolo del Reino de Abjasia durante los siglos XIII y XIV. Las siete estrellas representarían a las siete provincias históricas del país: Sadzen (Dzhigetia), Bzipi, Guma, Abzhua, Samurzakan, Dal-Ts'abal y Psju-Aíbga. Algunos relatos de mercaderes genoveses describirían el uso de esta bandera en la actual ciudad de Sujumi. Por otro lado, las siete franjas representan la tolerancia religiosa entre el islam y el cristianismo, y también recuerdan la antigua bandera de la República Montañosa del Norte del Cáucaso de 1918.
Previamente, como parte de la Unión Soviética, la bandera constaba simplemente de un campo rojo con la imagen de un sol de bordes amarillos en el cantón rodeado en la parte superior por las letras CCP y en la inferior por Аҧсны, que significan RSS (República Socialista Soviética) y Abjasia en abjasio.
De 1935 a 1937, cambió la inscripción en la bandera de la CCPA a ACCP . Luego, en 1951 sólo se utiliza la bandera roja con la inscripción en la RSS de Georgia en georgiano, abjasio y ruso. 
En 1978, una nueva bandera fue adoptada oficialmente. Esta constaba de un campo rojo y con un sol de color celeste en el cantón junto al símbolo de la hoz y martillo y la estrella roja. Además, una franja horizontal celeste se ubicaba en la mitad superior de la bandera y bajo el cantón estaba escrita en letras doradas la sigla АҧACCP.

## Banderas históricas

Bandera del Reino de Abjasia
República Socialista Soviética de Abjasia (1925-1935)
Bandera de la República Socialista Soviética de Georgia. Utilizada desde 1951 hasta 1978, al mismo tiempo que la bandera de la RSS de Abjasia.
Bandera de la RSSA de Abjasia (1978-1989)
Bandera de la RSS de Abjasia (1989-1992)

## Otras banderas

Propuesta de bandera para la República Autónoma de Abjasia, subdivisión de iure de Georgia.